# Altaïr (jeu vidéo)
Pour les articles homonymes, voir Altair.
Altaïr est un jeu vidéo de type shoot 'em up développé et édité par ERE Informatique, sorti en 1987 sur Atari ST.